# Nereis neoneanthes
Nereis neoneanthes är en ringmaskart som beskrevs av Hartman 1948. Nereis neoneanthes ingår i släktet Nereis och familjen Nereididae. Inga underarter finns listade i Catalogue of Life.